# ヨードシクロヘキサン
ヨードシクロヘキサン（英: Iodocyclohexane）は、化学式C6H11I1で表される有機ヨウ素化合物である。シクロヘキサンの水素原子1つがヨウ素に置き換わったもので、常温では無色ないし薄く赤みを帯びた黄色の液体である。消防法に定める第4類危険物 第3石油類に該当する。

## 用途
有機合成化学原料として使われる。